# МКС-46
МКС-46 — сорок шостий довготривалий екіпаж Міжнародної космічної станції. Його робота розпочалася 11 грудня 2015 року з моменту відстиковки Союз TMA-17M від станції, на якому повернулися члени експедиції-44/45 та завершилася 2 березня 2016 року з моменту відстиковки корабля Союз TMA-18M від МКС. У складі експедиції брав участь перший британський космонавт (Тімоті Пік), який відвідав МКС. По завершенню роботи МКС-46 тривалість перебування в космічному польоті екіпажу річної експедиції Скота Келлі та Михайла Корнієнка склала 340 діб, що стало рекордним періодом безперервного перебування людей на МКС.

## Екіпаж
Протягом 11-15 грудня 2015 у складі експедиції троє космонавтів, з 15 грудня 2015 до 2 березня 2016 — шестеро.
Михайло Корнієнко і Скотт Келлі перебували на борту МКС з 27 березня 2015 року у складі річної місії — експедицій-43, 44 і 45 та пробули на станції до 2 березня 2016 року. Сергій Волков — розпочав роботу на МКС з 2 вересня 2015 року у складі МКС-45 та пробув на станції до 2 березня 2016 року. Юрій Маленченко, Тімоті Пік і Тімоті Копра приєдналися до членів експедиції-46 15 грудня 2015 року на кораблі «Союз ТМА-19М» та працювали на станції у складі експедиції-47 до 18 червня 2016 року.
| Посада                                    | Прізвище, ім'я (кількість космічних польотів), організація, країна | Старт                     | Прибуття до МКС           | Відліт із МКС             | Приземлення               |
| ----------------------------------------- | ------------------------------------------------------------------ | ------------------------- | ------------------------- | ------------------------- | ------------------------- |
| Бортінженер МКС-43/44, командир МКС-45/46 | Скотт Келлі (4), НАСА, (США)                                       | 27.03.2015 «Союз TMA-16M» | 28.03.2015 «Союз ТМА-16М» | 02.03.2016 «Союз TMA-18M» | 02.03.2016 «Союз ТМА-18М» |
| Бортінженер МКС-43/44/45/46               | Михайло Корнієнко (2), ФКА, (Росія)                                | 27.03.2015 «Союз TMA-16M» | 28.03.2015 «Союз ТМА-16М» | 02.03.2016 «Союз TMA-18M» | 02.03.2016 «Союз ТМА-18М» |
| Бортінженер МКС-45/46                     | Сергій Волков (3), ФКА, (Росія)                                    | 02.09.2015 «Союз TMA-18M» | 04.09.2015 «Союз ТМА-18М» | 02.03.2016 «Союз TMA-18M» | 02.03.2016 «Союз ТМА-18М» |
| Бортінженер МКС-46/47                     | Юрій Маленченко (6), ФКА, (Росія)                                  | 15.12.2015 «Союз ТМА-19М» | 15.12.2015 «Союз ТМА-19М» | 08.06.2015 «Союз ТМА-19М» | 08.06.2015 «Союз ТМА-19М» |
| Бортінженер МКС-46/47                     | Тімоті Пік (1), ЄКА, (Велика Британія)                             | 15.12.2015 «Союз ТМА-19М» | 15.12.2015 «Союз ТМА-19М» | 08.06.2015 «Союз ТМА-19М» | 08.06.2015 «Союз ТМА-19М» |
| Бортінженер МКС-46, командир МКС-47       | Тімоті Копра (2), НАСА, (США)                                      | 15.12.2015 «Союз ТМА-19М» | 15.12.2015 «Союз ТМА-19М» | 08.06.2015 «Союз ТМА-19М» | 08.06.2015 «Союз ТМА-19М» |

## Значимі події

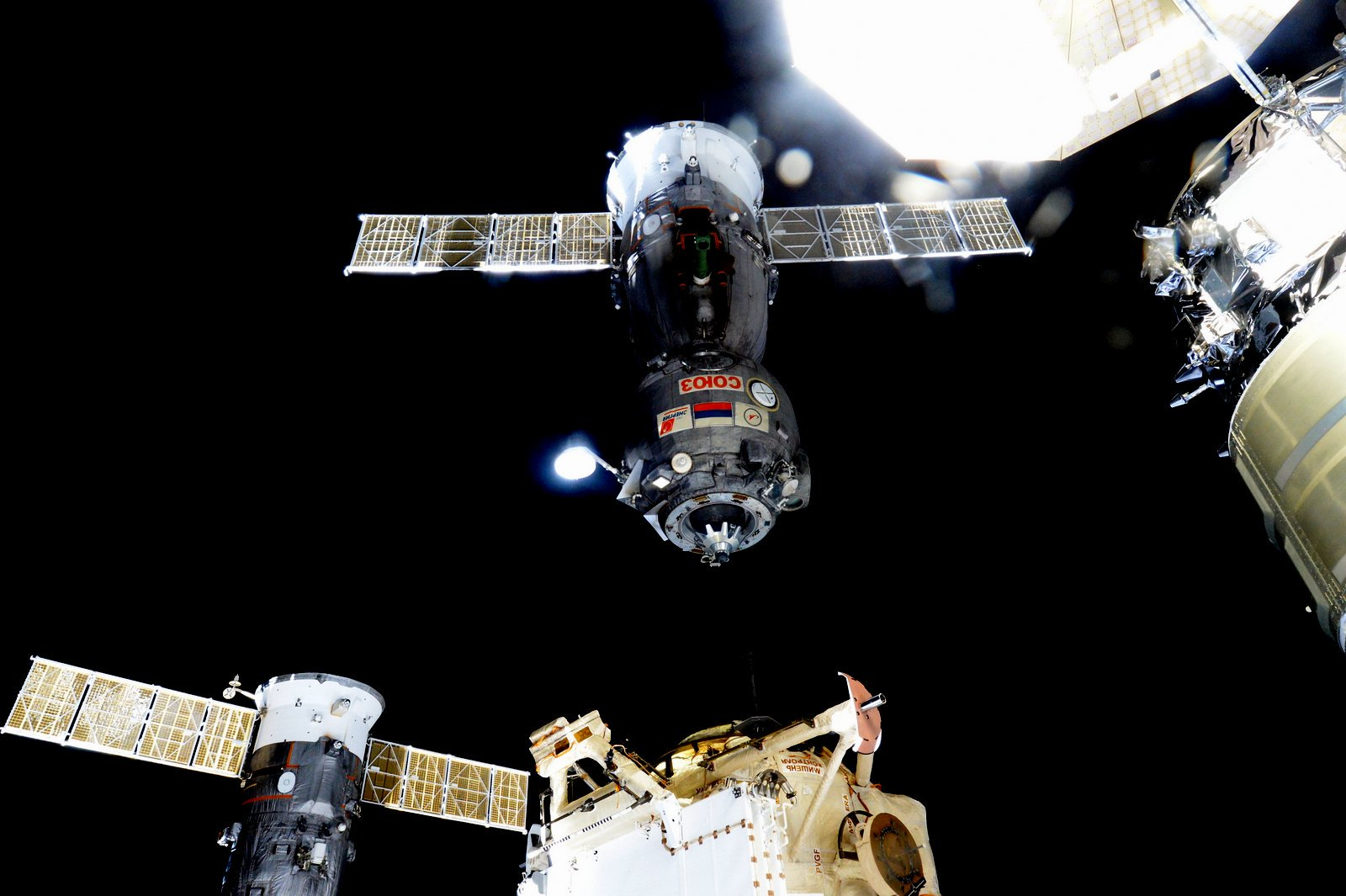
Союз ТМА-17М відразу після від'єднання від МКС (11.12.2015)

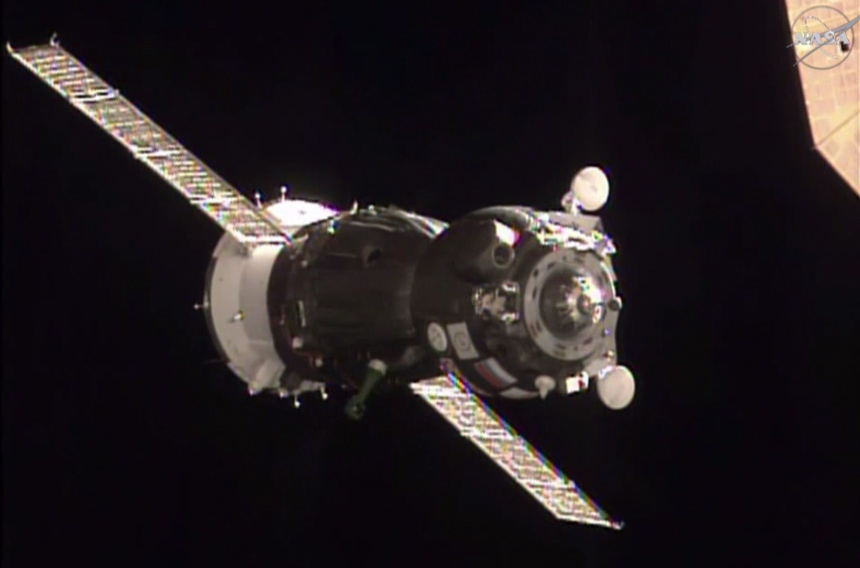
Стикування «Союз ТМА-19М» з МКС (15.12.2015)

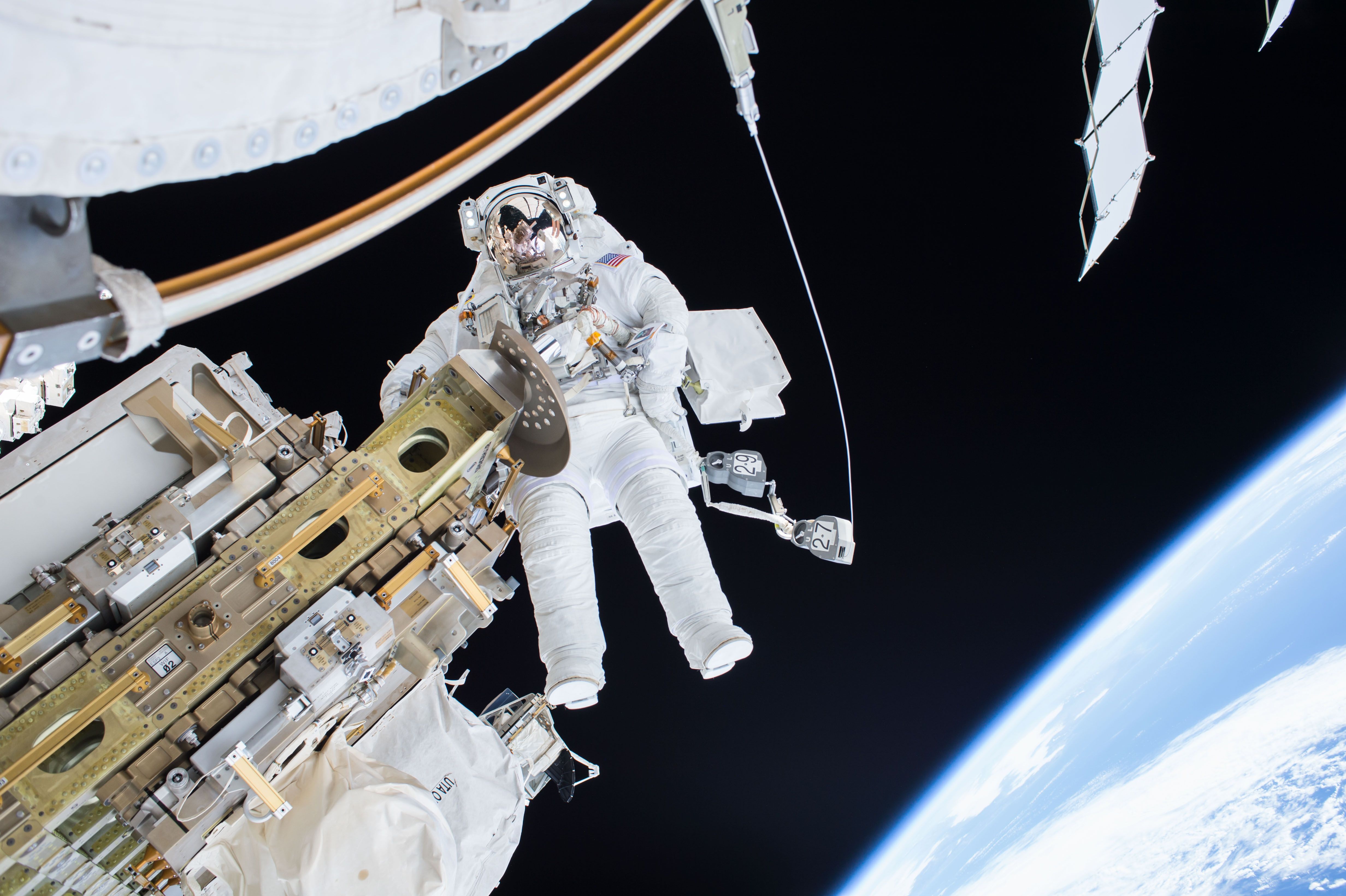
Т. Копра під час виходу у відкритий космос 21.12.2015

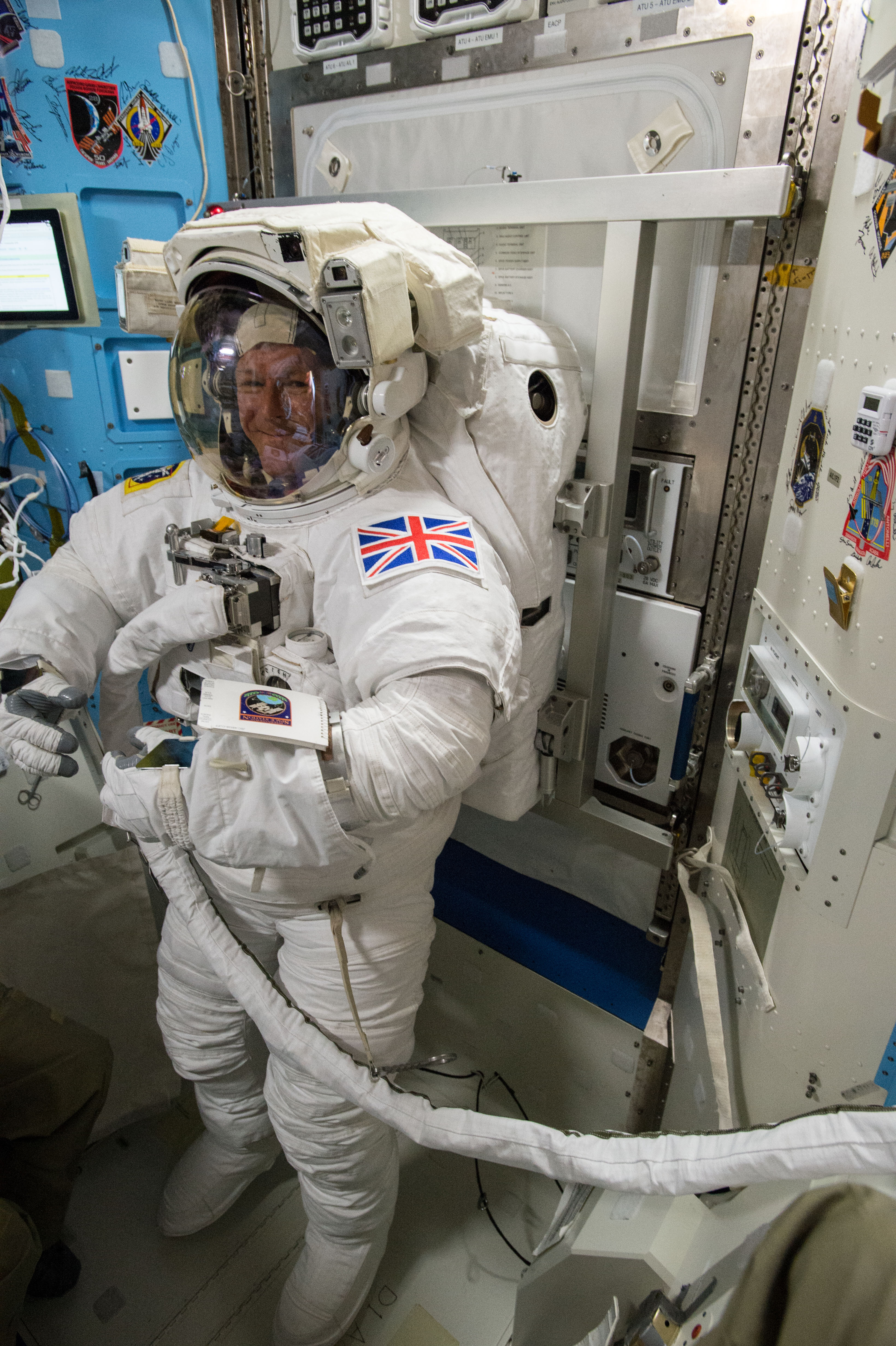
Т. Пік перед виходом у відкритий космос, 11.01.2016

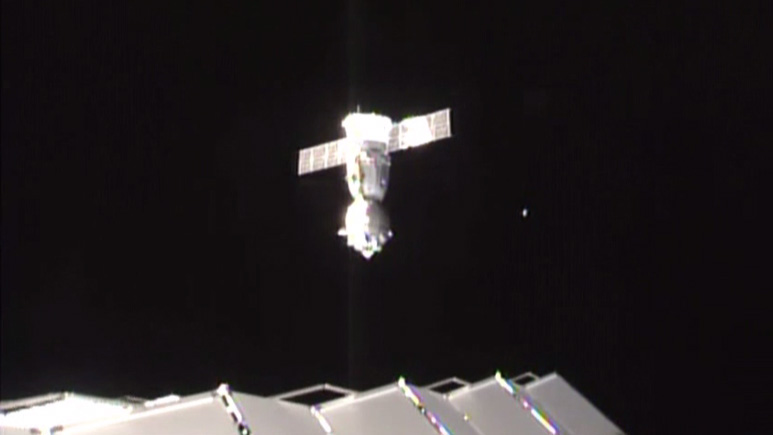
«Союз TMA-18M» відразу після відстикування від МКС, 2.03.2016

11 грудня 2015 року в 12 год. 49 хв. (MSK) «Союз ТМА-17М» у складі екіпажу О. Кононенко, К. Юі, Ч. Ліндгрен відстикувався від МКС та на борту залишилося три астронавти Експедиції 46.
15 грудня 2015 року об 11:03:10 (UTC) ракета-носій Союз-ФГ із траспортним пілотованим кораблем «Союз ТМА-19М» успішно стартувала зі стартового комплексу майданчика № 1 (Гагаринский старт) космодрому Байконур (Казахстан). Підліт до МКС було здійснено за короткою шестигодинною схемою, стикування відбулося о 17:33 (UTC) до модуля «Рассвєт» МКС. «Союз ТМА-19М» доставив на борт МКС трьох астронавтів — Ю. Маленченка, Т. Піка та Т. Копру. Таким чином, на МКС стало шестеро астронавтів.
19 грудня 2015 року транспортний вантажний корабель «Прогресс М-28М» (було пристиковано до МКС 5 липня 2015 року) о 7:35 UTC відстикувався від модуля «Пірс» МКС. Він забрав зі станції побутове сміття. Приблизно через 3 години його частини, що не згоріли при проходженні щільних шарів атмосфери, упали в Тихому океані в районі так званого «цвинтаря космічних кораблів».
21 грудня 2015 року американські астронавти Скотт Келлі та Тімоті Копра здійнили позаплановий вихід у відкритий космос. Несправності, які належало виправити, стосувалися мобільного транспортера. Він слугує для переміщення руки-маніпулятора Canadarm2 по рейкам на зовнішній поверхні станції. При переміщенні транспортера 17 грудня виник збій та він перестав рухатись. Келлі та Копра пробули у відкритому космосі 3 години та 16 хвилин (з 12:45 UTC до 16:01 UTC). Після швидкого виконання основного завдання, вони здійснили прокладання необхідних кабелів та інші роботи. Це був 3-й вихід у відкритий космос для С. Келлі і другий — для Т. Копри, а також 191-й упродовж існування місії МКС.
23 грудня 2015 року в 10:27 (UTC) до МКС пристикувався транспортний вантажний корабель «Прогрес МС-01». Він стартував 21.12.2015 р. із космодроу «Байконур». Стикування пройшло в штатному автоматичному режимі. Корабель доставив на МКС 2436 кг різноманітних вантажів, у тому числі компоненти палива, запаси вводи і газу, необхідні для забезпечення нормального функціонування станції та життєдіяльності екіпажу.
11 січня 2016 року за допомогою двигунів вантажного корабля «Прогресс М-29М» було здійснено планову корекцію орбіти МКС. Після виконання маневру орбіта збільшилася на 3 км та склала 403,8 км. Операцію було здійснено за командою із Землі без участі екіпажу. Метою маневру було формування робочої орбіти, необхідної для забезпечення зближення із кораблем «Союз ТМА-20М», запланованим на 19 березня 2016 року.
15 січня 2016 року екіпаж МКС у складі Т. Копра і Т. Пік здійснили плановий вихід у відкритий космос. Його метою була заміна регулятора напруги, розташованого на сонячній батареї станції. Регулятор вийшов з ладу у листопаді 2015 року. Після виконання основного завдання космонавти продовжили прокладання кабелів на зовнішній поверхні станції, необхідних для подальшого встановлення нового стикувального вузла. Роботи тривали 4 години 43 хвилини — з 12:48 до 17:31 UTC (замість 6,5 запланованих годин). Причиною передчасного завершення робіт було повідомлення Т. Копри про утворення у його шоломі бульбашки води діаметром у кілька сантиметрів. Вода виявилася холодною, що свідчило про те, що це — витік із охолоджувальної системи скафандра. З міркувань безпеки НАСА відразу вирішило перервати роботи. Це був 192-й вихід у відкритий космос на МКС, для Т. Піка це був перший такий досвід, для Т. Копри — третій. Тім Пік став першим британським астронавтом, що вийшов у відкритий космос.
22 січня 2016 року на американському сегменті станції вийшла з ладу одна з трьох систем видалення вуглекислого газу. Було заявлено, що небезпеки для космонавтів немає та поломка буде усунута протягом тижня.
27 січня 2016 року було здійснено планову корекцію орбіти МКС для підготовки до зближення з кораблем «Союз ТМА-20М». Для цього на 333 секунди було увімкнено двигуни вантажного корабля «Прогресс М-29М». У результаті висота польоту станції збільшилась на 1,1 км та склала 403,9 км.
3 лютого 2016 року російські космонавти Сергій Волков і Юрій Маленченко здійснили плановий вихід у відкритий космос. Під час цих робіт вони взяли проби із зовнішньої поверхні станції; відпрацювали технологію наклеювання плівкових терморегулюючих покриттів в умовах космічного польоту; відпрацювали методи контролю стану зовнішньої поверхні МКС; здійснили декілька експериментів для дослідження впливу космічного простору на властивості матеріалів. Роботи у космосі тривали 4 год. 45 хв. (12:55 — 17:40 UTC) та були виконані швидше запланованого часу. Це був 193-й вихід у відкритий космос на МКС, для Маленченка — шостий, для Волкова — четвертий.
17 лютого 2016 року було здійснено чергову корекцію орбіти МКС для підготовки до зближення з кораблем «Союз ТМА-20М». Для цього на 652 секунди було увімкнено двигуни вантажного корабля «Прогресс М-29М». У результаті висота польоту станції збільшилась на 1,8 км та склала 404,4 км.
19 лютого 2016 року американський вантажний корабель «Cygnus» Cygnus CRS OA-4, який 9 грудня 2015 року доставив до МКС необхідний вантаж, відстикувався від станції. Від'єднання відбулося за допомогою автоматичної руки-маніпулятора «Канадарм2» о 7:26 EST. Перед відправкою корабля на нього завантажили близько 1,5 тони сміття, що накопичилось на станції. Під час спуску «Cygnus» на ньому було влаштовано сплановану пожежу для дослідження особливостей поширення вогню в умовах мікрогравітації та удосконалення протипожежного захисту в ході подальших космічних місій. Невдовзі корабель згорів у щільних шарах атмосфери, а його уламки упали в Тихий океан.
2 березня 2016 року в 01:05 (UTC) корабель «Союз ТМА-18М» з космонавтами на борту С. Келлі, М. Корнієнком та С. Волковим відстикувався від МКС та за три години (в 04:26 UTC) спускова капсула успішно приземлилася в Казахстані за 147 км від міста Жезказган.

## Наукові експерименти

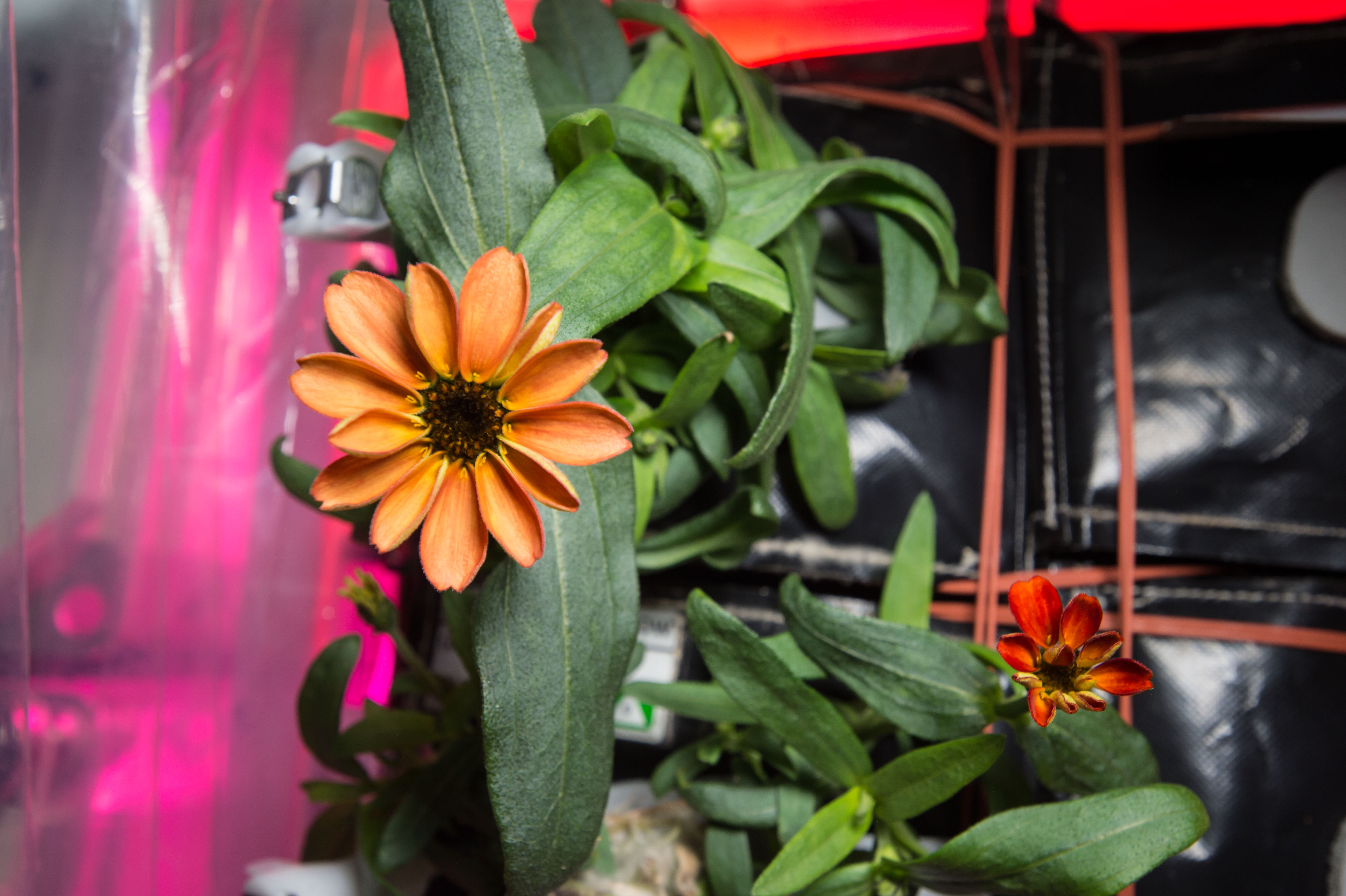
Квітування цинії на МКС

18 листопада 2015 року Скотом Келлі у спеціальному пристрої англ. Veggie було висаджено насіння айстер з роду цинія. Через місяць рослини, що успішно розвивалися, раптово почали в'янути та більшість з них загинула. Причиною цього було названо надмірний полив, який призвів до розвитку патогенних грибків. 17 січня 2016 року одна з рослин, що вижила, розквітла. Цей випадок став першим квітуванням рослин на борту космічних кораблів.